# Träkemi
Träkemi är det akademiska ämne som studerar vedens kemiska och morfologiska uppbyggnad, samt hur trä reagerar under tekniska och biologiska processer. Därmed ingår kemiska reaktioner vid massatillverkning, blekning och biologisk vednedbrytning i träkemins forskningsfält.